# Способ введения
Способ введения (путь заражения) — в фармакологии, токсикологии и медицине — путь введения лекарственного средства, жидкости, отравляющего вещества, инфекционного агента или другого вещества в организм.

## Классификация
Классификация способов введения лекарственных средств и путей заражения инфекционными агентами основана на том, каким образом лекарственный препарат или инфекционный агент попадает в организм. Фармакокинетика и фармакодинамика лекарственного средства часто зависит от способа введения.

### Место поступления

#### Энтеральное (внутрикишечное)
Введение препаратов и заражение инфекционными агентами через желудочно-кишечный тракт называют энтеральным введением. Как правило, энтеральное введение (заражение) подразумевает оральный прием препарата или оральное попадание инфекционного агента. Возможно также ректальное введение (через прямую кишку).
При этом, всасывание лекарственных средств, вводимых орально, часто происходит в желудке. Подъязычный и защечный приём также относят к энтеральному введению, хотя лекарственные средства при этом всасываются в проксимальной части желудочно-кишечного тракта и не достигают собственно кишечника.
Многие лекарства, например, таблетки, капсулы или капли обычно принимают перорально. Существуют способы введения препаратов непосредственно в желудок (катетером). Известны примеры введения лекарств в двенадцатиперстную кишку при использовании дуоденальных катетеров. Некоторые таблетки имеют специальное покрытие, которое не растворяется желудке, но только в кишечнике.

#### Центральная нервная система
- эпидуральное введение — инъекция или инфузия в эпидуральное пространство, например, в случае эпидуральной анестезии
- интрацеребральное введение — инъекция непосредственно в мозг. Используют в исследованиях химических веществ[4] и при лечении опухолей мозга[5]
- интрацеребровентрикулярное введение[англ.] — в желудочки мозга, используют при опиоидной терапии терминальных стадий рака для снятия болей[6].

#### Офтальмические
- интраокулярное введение (в глаз)

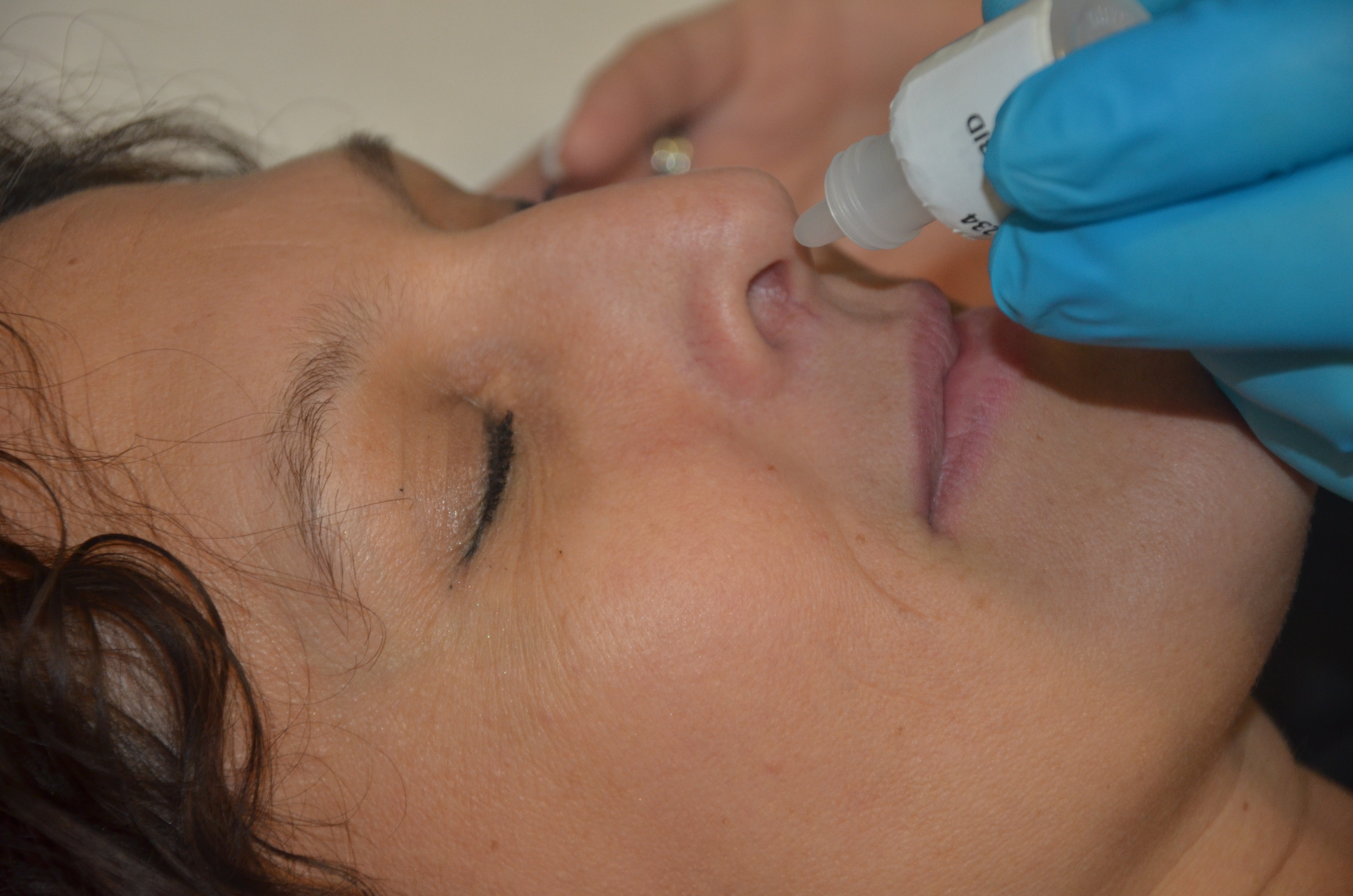
Назальное введение (капли в нос)

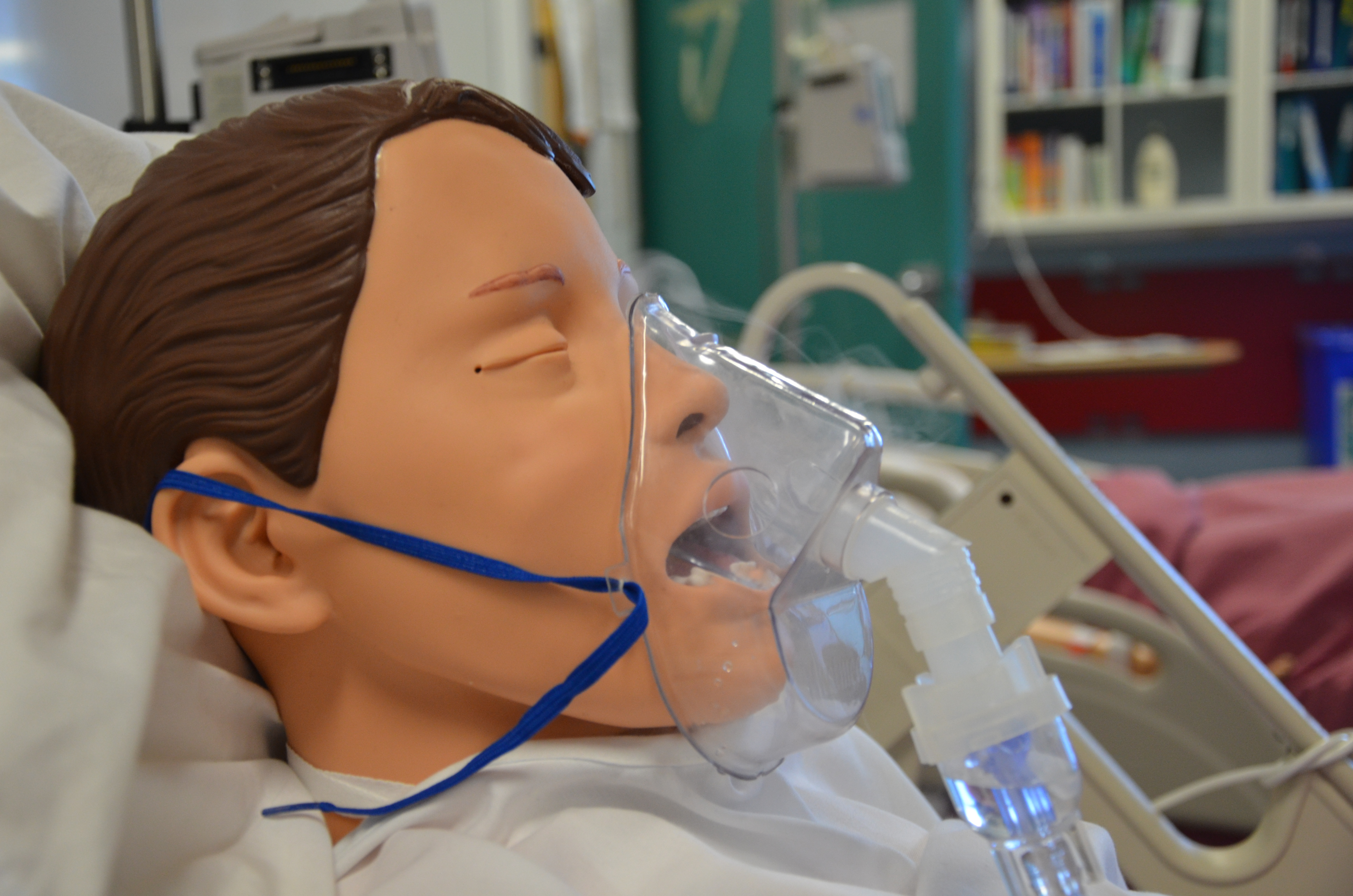
Ингаляционное введение

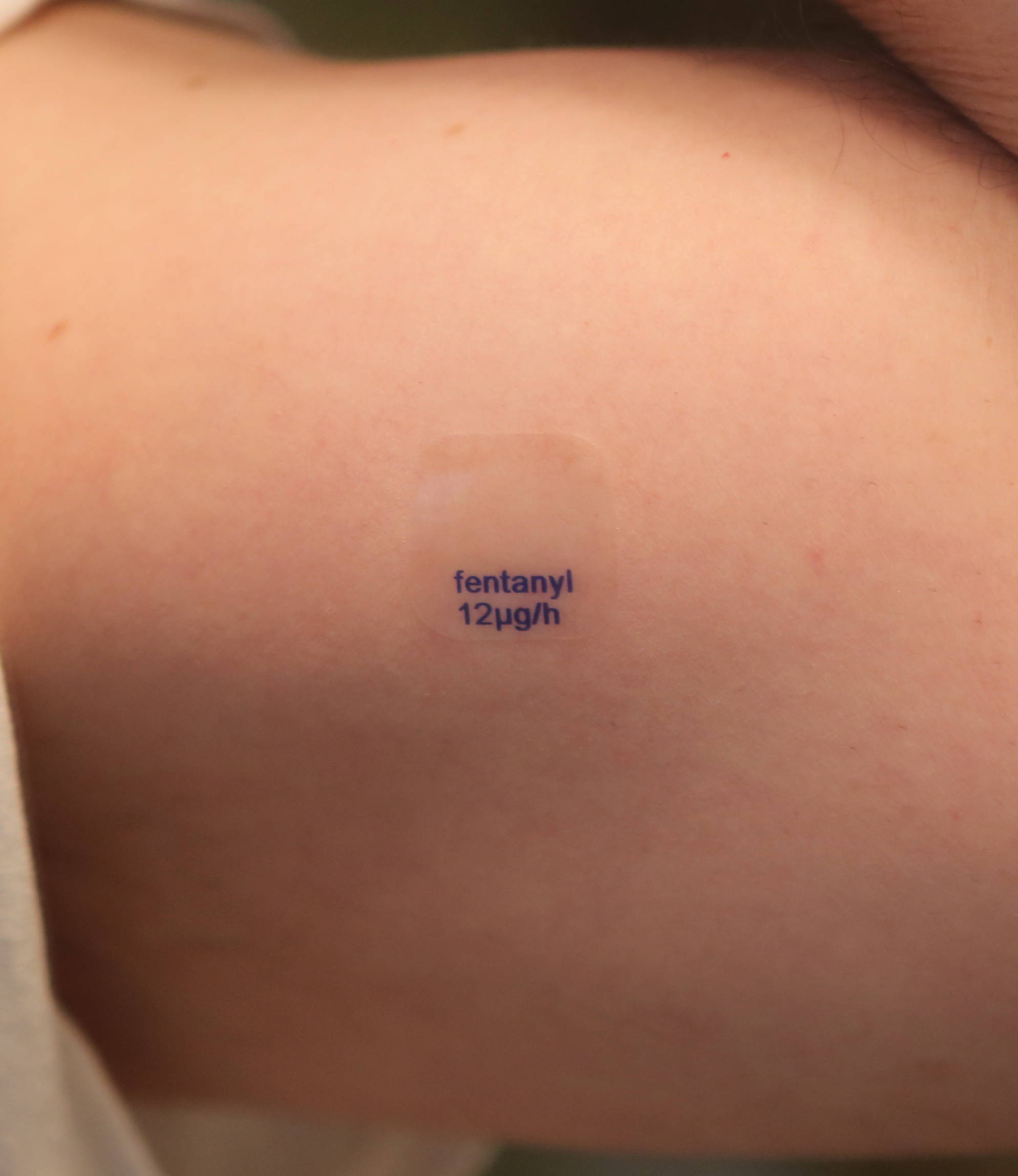
Трансдермальное введение

  - интравитреальное введение (в стекловидное тело)
- периокулярное введение[англ.]
  - субконъюнктивальное введение[англ.] (под конъюнктиву)
  - субтеноновая инъекция[англ.] (область между склерой и теноновой капсулой)
  - парабульбарная инъекция
  - ретробульбарная инъекция
- конъюнктивальное введение.

#### Другие
- интрадермальное введение[англ.] (в кожу, например, реакция Манту)
- подкожное введение[англ.] (под кожу), например, инсулин.
- трансдермальное введение (на поверхность кожи, например, используя пластыри)
- интраназальное введение (назальное; полость носа)
- внутривенное введение (таким путём вводят многие лекарства)
- внутриартериальное введение
- внутримышечное введение
- интракардиальное введение[англ.] (внутрисердечное; непосредственно в сердце, например, адреналин)
- введение в костный мозг
- интратекальное введение[англ.] (инъекция в спинномозговой канал или субарахноидальное пространство)
- введение в брюшную полость
- интравезикальное введение — введение в мочевой пузырь
- гортанно-глоточное введение
- интракавернозное введение[англ.] (основание полового члена)
- интравагинальное введение (внутрь влагалища)
- ректальное введение (в просвет прямой кишки через анус)
- ородисперсное введение (через рот, но не попадая в желудочно-кишечный тракт)
- ингаляционный путь введения (вдыхание в лёгкие, например, оксида диазота)
- маточное введение
- экстраамниотическое введение[англ.] (в пространство между плодными оболочками и эндометрием внутри матки).

### Местный или системный эффект
В зависимости от способа введения эффект от лекарственного препарата может быть местным (при наружном применении), либо системным (при энтеральном или парентеральном введении):

#### Парентеральное
К парентеральным способам введения препаратов относятся те, что минуют желудочно-кишечный тракт.
- внутривенное введение (инъекция в вену) применяют для многих лекарственных препаратов, парентеральный механизм заражения характерен для многих инфекционных заболеваний, например ВИЧ-инфекции и гепатита C
- интраартериальное введение (инъекция в артерию) используют при введении вазодилататоров при спазмах сосудов или тромболитиков для лечения эмболии
- внутрикостная инфузия — введение лекарства в костный мозг, является разновидностью внутривенного введения, так как костный мозг напрямую сообщается с венами. Данный способ введения лекарственных средств используют в неотложной медицине и в педиатрии в случае, когда внутривенное введение затруднено
- внутримышечное введение
- интрацеребральное введение (в паренхиму мозга)
- введение в желудочки мозга
- подкожное введение[англ.][7]
- ородисперсное введение